# ガーディック外伝
『ガーディック外伝』（ガーディックがいでん）は、アイレムがファミコン用に発売したアクションシューティングゲームである。アイレム販売の広告では「3次元SFスペクタクル・シューティング&RPGゲーム」と銘打たれていた。
開発はコンパイル。同社が発売したMSX用シューティングゲーム『ガーディック』（1986年）の外伝作品に当たる。パッケージのイラストは加藤直之が担当。

## 概要
このゲームの展開はアクションパートとシューティングパートに分かれる。両パート共にライフ制で進行し、残機制はないため、どちらのパートでもライフがゼロになると即ゲームオーバーとなる。バッテリーバックアップはなく、パスワードコンテニュー制で、アクションパートに散在するコンパイルの（当時の）マスコットキャラクター「ランダー」からパスワードを獲得できる。得点によってライフ上限値と移動速度（アクションパートのみ）が向上するため、シューティングパートが苦手なプレイヤーでも、アクションパートでスコア稼ぎすることによって多少攻略しやすくなっている。

## ゲーム内容

### システム
アクションパートは見下ろし型の全方位アクションであり、ラビリンスと呼ばれるフィールドを探索する。ここでは、RPGでいうダンジョンに相当する「コリドール」の入口を探すのが目的となる。コリドールの中には入口に封印が施されているものもあり、その場合は情報を集めて封印を解かなければ中に入れない。また、道中に出現する中ボスを倒したり、破壊できるブロックの一部から、オプション（特殊兵器）などのアイテムを入手できる。
コリドールに入ると、縦スクロールのシューティングパートに切り替わる。シューティングパートは開発のコンパイルの作品『ザナック』でも用いられている高速スクロールにより、アドベンチャー要素の強いアクションパートから一転、疾走感溢れる動的なパートとなっている。コリドールのボスを倒すと、アクションパートに戻る。クリア時にキーを入手できた場合、そのキーを使ってラビリンスの新しいエリアへ進むことができる。
この流れを繰り返したあと、惑星ナジュに隠されている10個の安全装置を起爆し、惑星ナジュを爆破するのが最終目的である。
なお、パスワード「えいえるじい（another legend guardicの頭文字）」でシューティングパートのみのプレイが可能であるが、このときに難易度とエンディングが多少変化する。

### オプション
通常弾以外の特殊兵器のこと。使用するためには基本的にゲーム内通貨である「チップ」を消耗し、チップの所有数によって通常弾の攻撃範囲が拡縮する。雑魚敵の撃墜によってチップが獲得できることも珍しくはないが、前述した高速スクロール中などはアイテムの回収そのものが困難（最速スクロール中は画面上部から画面下部まで文字通り一瞬でアイテムが通り過ぎていく）であるうえ、何よりランダムテーブルと確実性に欠けるため、火力を低下させないよう要所でオプションを用いることが攻略の要となる。
オプションは同じアイテムを獲得することで（一部を除いて）3段階強化され、各々の特長とチップ消費量が増していく。
全方位弾
十字キーを入力している方向に球体を飛ばす。強化によって弾が大きくなる。
バック・サイド
自機の左右後方（テンキーに見立てると1と3の方向に）に環状の弾を飛ばす。強化によって弾が大きくなる。
ウェーブ
自機の前方に環状半円形の弾を飛ばす。シューティングパートでは十字キーの左右入力で入力方向に傾けて飛ばすことができる。
回転弾
自機の周囲を球体が回転する。敵弾を防げるわけではない。強化によって弾が大きくなり回転速度が速くなるほか、敵弾を防ぐことができるようになる。
手榴弾
自機から放物線を描いて飛んだ後に爆発する。強化によって爆発の範囲と持続時間が上がる。
ファイヤ・ボール
自機の前方をゆっくりと球状の弾が進んでいく。速度は遅いものの火力は特大。強化によって弾が大きくなる。
エリア・ブラスト
球状の弾が敵を追尾する。一定量のダメージを与えることで自然消滅する。強化によって弾の速度と持続時間が上がり、2発まで同時発射できるようになる。
リピール
球状の弾が高速回転しながらゆっくりと前方に飛んでいく。強化によって弾が大きくなる。
レーザー
自機の前方に一直線の光線を放つ。速度・貫通力を兼ね備えるだけに威力は控えめ。強化によって幅が広くなる。このオプションのみシューティングパート専用。
サーベル
自機の前方短距離に一直線のレーザーを放つ。ボタンを押し続けている間はずっと維持され、瞬間火力はオプション中で一番。
カッター
自機の左右短距離に一直線のレーザーを放つ。ボタンを押し続けている間はずっと維持され、要所で文字通り切り札となる。
イネミー・イレーサー
一部の敵を除いて画面上の敵を閃光と共に一掃する。これのみ強化版もなければチップを消費せず、純粋な残弾制となっている。
ゲーム中盤から登場し、以降は雑魚のランダムドロップテーブルに加わるため、急上昇していくシューティングパートの難易度を低減してくれる。上記のパスワード「えいえるじい」によるシューティング限定モードが高難易度のやりこみモードとされる理由は、このアイテムの安定した獲得が見込めないためである。

## 設定

### ストーリー
人類とは別格の「存在」が作った用途不明の巨大カプセル「ナジュ」。その内部に住み着き、増殖していった凶悪生命体たちの縄張り争いが原因で、「ナジュ」は地球直撃の軌道を取っていることがわかった。
地球滅亡を回避するためには、「ナジュ」の外周「ラビリンズ」を抜け内部の迷路「ダンジョン」をも制覇し、「ナジュ」の自爆機構を制御している10機の安全装置を直接起爆するしかない。
そして、ガーディックを創造した「存在」より、地球外のノウハウで造られた最強戦士「システムD.P. ミリア」が送り込まれた。地球の命運はミリアに託されたのだ。

### ナジュ
はるか昔に人類とは別格の存在が落とした、用途不明の巨大カプセル。
生息する生命体（いわゆる敵キャラクター）は、ひとつの組織、あるいは協力関係にあるのではなく、縄張り争いを続ける間柄である。そのため、ラビリンス内はそれぞれの勢力に応じて造りが変わっており、ダンジョン内もそれらに準ずる。
しかし、ラビリンスで最初に到着する部屋の伝言板には「ナジュは我々の星だった」と表示されるなど、かつては危険な生命体があふれた場所ではなかったことが示唆されている。

## キャラクター

### 登場人物
システムD.P.
本作の主人公。惑星ナジュの全起爆装置を作動させるために送り込まれた戦闘用アンドロイド。説明書には記載されていないが、当時の紹介記事によると愛称は「ミリア」とされている。外観は女性に近い。
当初その武器は前方に1列のみ発射される通常弾のみ装備しているが、ラビリンス内のアイテムによって通常弾の範囲と攻撃力、連射速度が上昇する。ラビリンス内にある特定のアイテムを取ることにより、特殊装備が追加される。これらの装備は、ダンジョンの攻略や、ランダーが営むショップでも入手することができる。
コリドールでは戦闘機に変形し、奥に潜むボスたちに立ち向かう。

### 敵
植物世界を支配するジャーレス族、水中世界を支配するゴーブラス族、氷結世界を支配するバスタルス族、生体世界を支配するムーロス族、石化世界を支配するエイテリス族、以上5種族が「ナジュ」内部で縄張り争いをしている設定になっている。しかし、完全に統一された特徴はなく、各々の部族に機械や生体が入り混じっている。キーの入力手順から水中・植物・氷結・生体・石化の順番で攻略することとなる。
ボス
フローク（ゴーブラス族）
プレイヤーが最初に攻略するであろう水中エリアのコリドールで遭遇する一つ目の魚。小さなイカのような誘導弾を吐いてくる。強化型として「ブオック（ゴーブラス族）」が存在する。
エミルバ（ゴーブラス族）
ザリガニのようなボスで、両手のハサミに似た弾を飛ばしてくる。強化型が存在しない。
マグル（ゴーブラス族）
森林エリアで遭遇する赤い一つ目の球状生体。彼が乱射するウエハース状のレーザー弾は、最初に遭遇する頃のステータスでは致命的な威力。
不気味な専用曲（『ガーディック』における中ボス戦の曲）がかかる最初のボス。強化型として「エグル（ジャーレス族）」と「ガイグル（バルタルス族）」が存在する。
ラル・ブメズル（ジャーレス族）
花弁のような形の機械型のボス。ワープを繰り返し、高速の誘導弾を多数発射してくる。強化型に「ウル・ブメズル（エイテリス族）」が存在する。
ラル・グロイアル（ジャーレス族）
巨大なアームを持ち、開いたアームのすき間からレーザーを叩き込む。アームを破壊するとレーザーを断続的に放つようになる。強化型に「ネロ・グロイアル（バスタルス族）」が存在する。
ルマジット（ジャーレス族）
竜のような姿をしたボス。ワープを繰り返し、全方位に対して炎を吐き出して攻撃する。強化型が存在しない。
ズブス（バスタルス族）
大型のイカのようなボス。ミリアを押しつぶすように飛び回る。フロークと同じ誘導弾を吐いてくる。強化型が存在しない。
ツインボード（バスタルス族）
四角い羽根を持ち、滑空するように8の字を描いて飛びまわるメカ型のボス。攻撃するために立ち止まる時でないとダメージが入らない。
強化型が存在せず、ラビリンスでも登場する。
パズラス（ムーロス族）
目玉が集結しただけのグロテスクな容姿を持つボス。
これらの目玉を一つ一つ潰すという、オープニングステージに似た戦いを強要されるが、ミリアの体当たりでないと倒せない雑魚敵を伴うため、難易度は高い。
強化型として「グラブス（ムーロス族）」が存在する。
ゾード・ブーズ（ムーロス族）
生体エリアの最後を締め括る大量の目がついた巨大顔面。ダメージを負うごとに目玉が潰れていき、最終段階の発狂モードでは大量の弾丸を雨霰と撒き散らす。
耐久力も文字通り桁外れで、最終ボス以上の強敵。強化型として「ブロム・ブース」が存在する。
ザスト・ザネガ（エイテリス族）
突起の多い、悪魔の顔を模したようなボス。髑髏型のザコを排出し、自身も前方にレーザーを放ち続け、ミリアを近づけない。
強化型として「ジア・ザネガ（エイテリス族）」が存在する。
ラストボス
1から10のすべてのコリドールにある起爆装置を起動させ、ナジュを破壊したミリアを待ち受ける、一つ目に口と手が生えたようなボス。
手を伸ばして攻撃してくるほか、戦闘機のような追尾弾や丸い球で弾幕を張る。

## スタッフ
- プログラム、エフェクト：JEMINI HIRONO（広野隆行）
- パスワード：WAO ISEE（石丸忠）
- マップ・メーカー：POCHI NAKAMORI（中森朋俊）
- グラフィック・デザイン：JANUS TERAMOTO（寺本耕二）、YORIKI（頼近直純）
- 音楽：MIYAMO（宮本昌知）、SHANT（山藤武志）
- 効果音：SHIN-KUN
- テストプレイ：MIDNIGHT COMMANDER-NUI、JANUS TERAMOTO（寺本耕二）、KUNNY、谷田貴史、SHANT（山藤武志）、PAL KITATANI
- ディレクター：MOO NIITANI（仁井谷正充）

## 評価
- ゲーム誌『ファミコン通信』の「クロスレビュー」では、レビュアーの意見として「面白さという点でこのゲームをプログラムしたコンパイルの『ザナック』を超えているかというと、うーんと首をひねってしまう」などと評されているが、得点としては7・7・8・8の合計30点（満40点）を獲得しており、シルバー殿堂入りしている[9][4]。

- ゲーム誌『ファミリーコンピュータMagazine』の読者投票による「ゲーム通信簿」での評価は以下の通りとなっており、16.38点（満30点）となっている[1]。

| 項目 | キャラクタ | 音楽 | 操作性 | 熱中度 | お買得度 | オリジナリティ | 総合  |
| 得点 | 3.15       | 3.15 | 3.08   | 3.12   | 2.89     | 2.99           | 16.38 |